# رکا (کرایوو)
رکا (به صربی: Reka) یک منطقهٔ مسکونی در صربستان است که در کرالیفو واقع شده‌است.